# Jangkong
Jangkong is een bestuurslaag in het regentschap Sumenep van de provincie Oost-Java, Indonesië. Jangkong telt 1087 inwoners (volkstelling 2010).